# Lazlow Jones
Lazlow Jones (właśc. Jeffrey Crawford Jones) – amerykański gospodarz radiowych programów typu talk show. Lazlow był gospodarzem Technofile, programu radiowego nadawanego przez około 100 różnych stacji radiowych w Ameryce. Został również zatrudniony jako dyrektor muzyczny w grach komputerowych z serii Grand Theft Auto, gdzie prowadził wirtualne stacje radiowe.